# Breitblättriges Knabenkraut
Das Breitblättrige Knabenkraut (Dactylorhiza majalis), auch Breitblättrige Fingerwurz genannt, ist eine auf ungedüngten Feuchtwiesen noch gelegentlich anzutreffende Orchideenart. Der Gattungsname Dactylorhiza kommt von den fingerartigen Wurzelknollen (von griechisch δάκτυλος dactylos „Finger“ und ρίζα rhiza „Wurzel“). Das Art-Epitheton majalis weist auf den Blütemonat Mai hin (von lateinisch maialis „auf den Mai bezogen“).

## Beschreibung
Es sind ausdauernde krautige Pflanzen, die Wuchshöhen von 15 bis 40 cm, kräftige Pflanzen auch von 60 cm, erreichen. Die drei bis acht dunkel gefleckten Laubblätter sind am Stängel verteilt. Die unteren Laubblätter sind eiförmig bis eiförmig-lanzettlich mit einer Länge von 6 bis 18 cm und einer Breite von 1,5 bis 3,5 cm. Die oberen Laubblätter werden zunehmend kleiner und sind mehr lanzettlich geformt. Die Tragblätter sind ungefähr so lang wie die Blüte, sie bedecken diese vor dem Aufblühen.
Der 4 bis 15 cm lange, dichtblütige Blütenstand ist zunächst konisch, im aufgeblühten Zustand deutlich zylindrisch und enthält 7 bis 40 Blüten. Die Blüten sind purpurrot, selten hellrosa oder weiß gefärbt. Die seitlichen Blütenhüllblätter des äußeren Kreises des Perigons stehen schräg oder senkrecht nach oben. Sie sind 7 bis 12 mm lang und 2,5 bis 5 mm breit. Das mittlere Blütenhüllblatt ist kleiner und bildet mit den beiden seitlichen Blütenhüllblättern des inneren Kreises einen „Helm“. Diese sind 6 bis 11 mm lang. Die dreilappige Lippe ist 5 bis 10 mm lang und 7 bis 14 mm breit. Die Lippenform und das Lippenmuster sind variabel. Im helleren, mittleren Bereich der Lippe setzt sich die Zeichnung aus Linien, Strichen oder Punkten zusammen. Der Sporn ist etwas abwärts gebogen und knapp so lang wie der Fruchtknoten.
Die Blütezeit beginnt in tieferen Lagen bereits Anfang Mai und endet in höheren Lagen Ende Juli. Die untersten Blüten öffnen sich meist schon, bevor der Stängel seine endgültige Höhe erreicht hat.
Die Knolle ist flach und dreiteilig-handförmig.
Die Chromosomenzahl beträgt in der Regel 2n = 80.

## Ökologie
Das Breitblättrige Knabenkraut ist ein Knollen-Geophyt.
Die Blüten sind „Lippenblumen vom Orchis-Typ“. Die Blüten sind durch Drehung des Fruchtknotens um 180 Grad gedreht. Dieser Vorgang wird durch die Schwerkraft ausgelöst. Der Lippensporn hat keinen Nektar, ist aber mit einem zuckerreichen „anbohrbaren“ Gewebe ausgestattet. Der Pollen befindet sich in 2 gestielten, mit Klebscheiben versehenen Pollinien. Dies ist eine Anpassung daran, dass der Fruchtknoten viele Samenanlagen besitzt, von denen möglichst viele befruchtet werden sollen. Bestäuber sind zumeist Bienen, die das an ihrem Kopf klebende, nach 30 Sekunden sich nach vorne neigende Pollinium auf die klebrige Narbe einer anderen Blüte übertragen. Blütezeit ist von Mai bis Juli. Die Früchte sind Kapseln mit hygroskopisch verschließbaren Längsspalten, die die Samen nur bei trockenem Wetter freigeben. Jede Frucht enthält ca. 6000 winzige Samen mit einem Keimling aus nur wenigen Zellen. Die Samen besitzen statt Nährgewebe einen Hohlraum aus Luft. Sie können sich dadurch als typische Körnchenflieger ausbreiten. Ihre Sinkgeschwindigkeit beträgt 25 cm/s, was eine Flugweite von 10 km ermöglicht. Fruchtreife ist im September. Samenkeimung ist nur in Anwesenheit eines spezifischen Pilzes möglich (endotrophe Mykorrhiza). Vegetative Vermehrung erfolgt durch basale Brutknospen.

## Genetik und Entwicklung

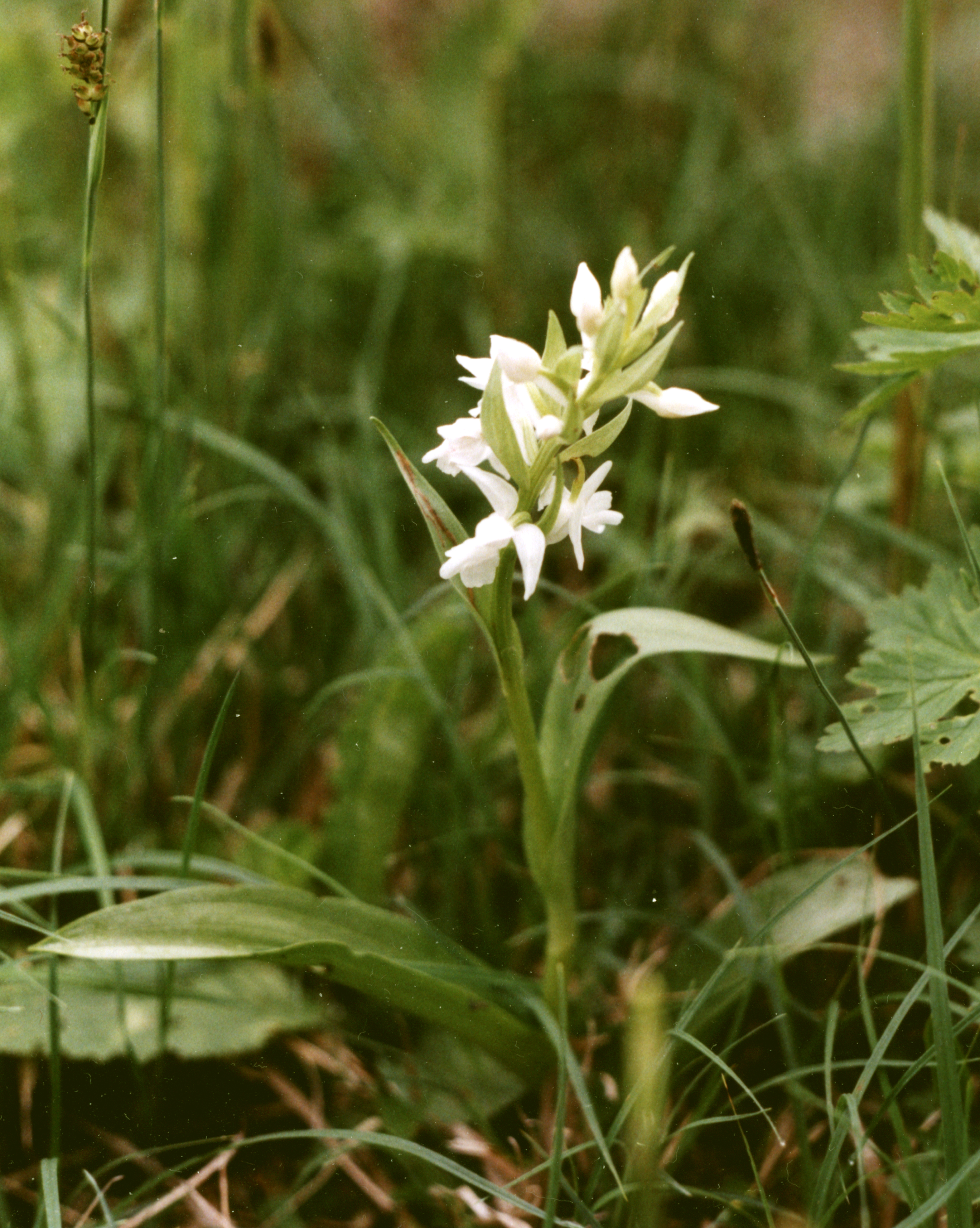
Seltene weißblütige Form, bei Jena

Die Artengruppe der Breitblättrigen Knabenkräuter besteht aus mehrfach unabhängig entstandenen Allotetraploiden aus Kreuzungen zwischen dem Fleischfarbenen Knabenkraut (Dactylorhiza incarnata) und Fuchs’ Knabenkraut (Dactylorhiza fuchsii bzw. Dactylorhiza maculata subsp. fuchsii). Die regional entstandenen Allotetraploide sind sehr variabel im Aussehen und werden als Unterarten aufgeführt. Sie besitzen einen Karyotyp von vier Chromosomensätzen mit jeweils 20 Chromosomen (Zytologie: 2n = 4x = 80) und eine Genomgröße von 14.24 Gbp. Das breitblättrige Knabenkraut kann mit beiden Elternarten und mit anderen nah verwandten Orchideenarten stabile Hybride bilden, die oft als eigene Arten oder Unterarten beschrieben wurden.
Die Vermehrung erfolgt entweder über Samen oder das Wachstum von mehr als einer Tochterknolle pro Jahr. Die Samen sind sehr klein (wie Staubkörnchen) und mit bloßem Auge kaum als solche zu erkennen. Der Same enthält keinerlei Nährgewebe für den Keimling. Eine Keimung kann nur mit Hilfe eines speziellen Wurzelpilzes (Mykorrhiza) erfolgen.

## Verbreitung
Das Breitblättrige Knabenkraut wächst hauptsächlich auf stickstoffarmen feuchten bis nassen Wiesen, die aus verschiedenen Pflanzengesellschaften bestehen. Seltener ist es in Niedermooren zu finden. Die Pflanze liebt unbeschattete, sonnige Standorte.
Die Pflanzengesellschaften sind:
- Ordnung Molinietalia caerulae (Nasse Staudenfluren)
- Verband Caricion nigrae
- Ordnung Tofieldietalia (Kleinseggenriede)
- Verband Caricion davallianae

(Aufschlüsselung siehe Pflanzensoziologische Einheiten nach Oberdorfer)
Das Verbreitungsgebiet erstreckt sich in Europa von den Pyrenäen bis zum Baltikum und an den Don und außerhalb Europas bis Sibirien. Südlich der Alpen kommt das Breitblättrige Knabenkraut nicht vor, in Südskandinavien ist es selten. In Europa kommt es in fast allen Ländern vor und fehlt nur in Portugal, Island, Albanien, Bulgarien, Griechenland, Moldau und in der Türkei.
Nach Baumann und Künkele hat diese Art in den Alpenländern folgende Höhengrenzen: Deutschland 2–1707 Meter, Frankreich 0–2370 Meter, Schweiz 360–2536 Meter, Liechtenstein 430–1900 Meter, Österreich 120–2300 Meter, Italien 30–2250 Meter, Slowenien 180–1400 Meter und in Europa 0–2536 Meter.
Es ist ein Florenelement der zentral- und westsubmediterranen, pannonischen, süd- und mittelatlantischen, subatlantischen und zentraleuropäischen Florenzonen, möglicherweise auch der pontischen Florenzone.
In Deutschland ist das Breitblättrige Knabenkraut noch mit mehreren Lücken weit verbreitet, es sind jedoch viele Standorte bereits erloschen, besonders von West- bis Norddeutschland.
In der Schweiz ist das Breitblättrige Knabenkraut ebenfalls noch ausreichend weit verbreitet. Eine deutliche Lücke befindet sich südlich der Aare zwischen Aarau und dem Neuenburgersee.

## Standorte und Verbreitung in Mitteleuropa

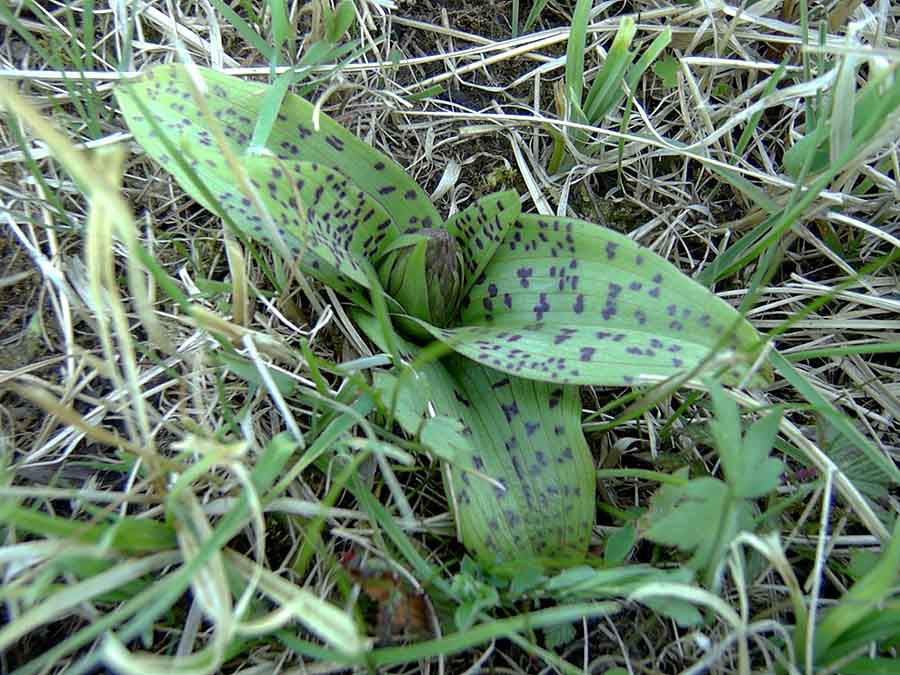
Blattrosette mit Knospe, bei Pretzfeld, Fränkische Schweiz

Das Breitblättrige Knabenkraut braucht feuchten, nicht unbedingt kalkhaltigen, nicht allzu nährstoffarmen Boden. Es besiedelt Flachmoore, Sumpfwiesen und lichte Auenwälder. Es steigt in den Alpen bis über 2000 m auf. In den Allgäuer Alpen steigt es nahe der Bergstation der Kanzelwandbahn im Kleinen Walsertal bis zu 1860 m Meereshöhe auf. Es kommt an seinen Standorten da und dort in größeren, lockeren, oft individuenreichen Beständen vor. Die ökologischen Zeigerwerte nach Landolt et al. 2010 sind in der Schweiz: Feuchtezahl F = 4+w+ (sehr feucht aber stark wechselnd), Lichtzahl L = 4 (hell), Reaktionszahl R = 4 (neutral bis basisch), Temperaturzahl T = 2+ (unter-subalpin und ober-montan), Nährstoffzahl N = 3 (mäßig nährstoffarm bis mäßig nährstoffreich), Kontinentalitätszahl K = 3 (subozeanisch bis subkontinental).

## Naturschutz und Gefährdung
Das Breitblättrige Knabenkraut ist zwar in manchen Regionen noch häufiger anzutreffen, ist aber dennoch als Orchidee geschützt. In Deutschland ist es als eine nationale Verantwortungsart innerhalb der Nationalen Strategie zur biologischen Vielfalt der Bundesregierung eingestuft. Die Art ist in Deutschland durch die BArtSchV besonders geschützt.
- Rote Liste gefährdeter Arten Deutschland: 3
- Rote Liste Länder: Baden-Württemberg: 3, Bayern: 3, Berlin: 2, Brandenburg: 2, Hamburg: 2, Hessen: 3, Mecklenburg-Vorpommern: 2, Niedersachsen: 2, Nordrhein-Westfalen: 3, Rheinland-Pfalz: 3, Saarland: 3, Sachsen-Anhalt: 2, Sachsen: 2, Schleswig-Holstein: 3, Thüringen: 2

Seit geraumer Zeit nehmen die Bestände diese Art wie bei vielen Pflanzen der Feuchtwiesen ab. Hauptursachen sind Stickstoffeintrag durch Düngung, Trockenlegen der Standorte und intensive Beweidung. Das Breitblättrige Knabenkraut reagiert nicht so empfindlich auf Veränderungen der Standorte wie zum Beispiel das Fleischfarbene Knabenkraut, mit welchem es sich die Standorte gelegentlich teilt. Es verschwindet meist als letzte der heimischen Orchideen. Diese Toleranz macht es zu einer noch relativ häufigen Art.
Um die Öffentlichkeit auf seine Schutzwürdigkeit hinzuweisen, wurde das Breitblättrige Knabenkraut von den Arbeitskreisen Heimische Orchideen (AHO)s für die Jahre 1989 und 2020 zur Orchidee des Jahres gewählt.
Die Loki Schmidt Stiftung wählte das Breitblättrige Knabenkraut im Jahr 1994 zur Blume des Jahres und bereits 1969 erschien bei der DDR-Post eine Sondermarke aus der Serie Geschützte heimische Pflanzen.

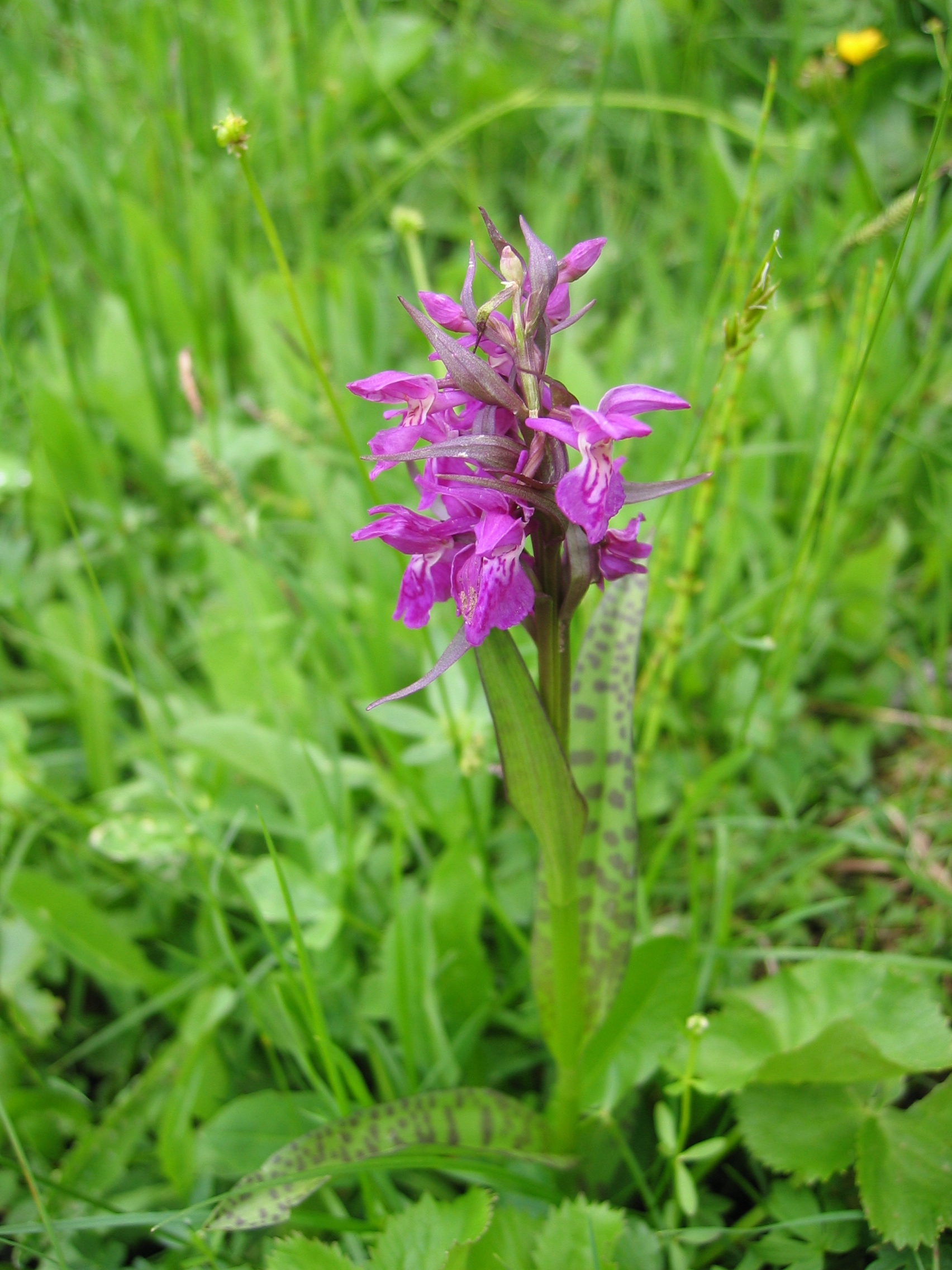
Dactylorhiza alpestris

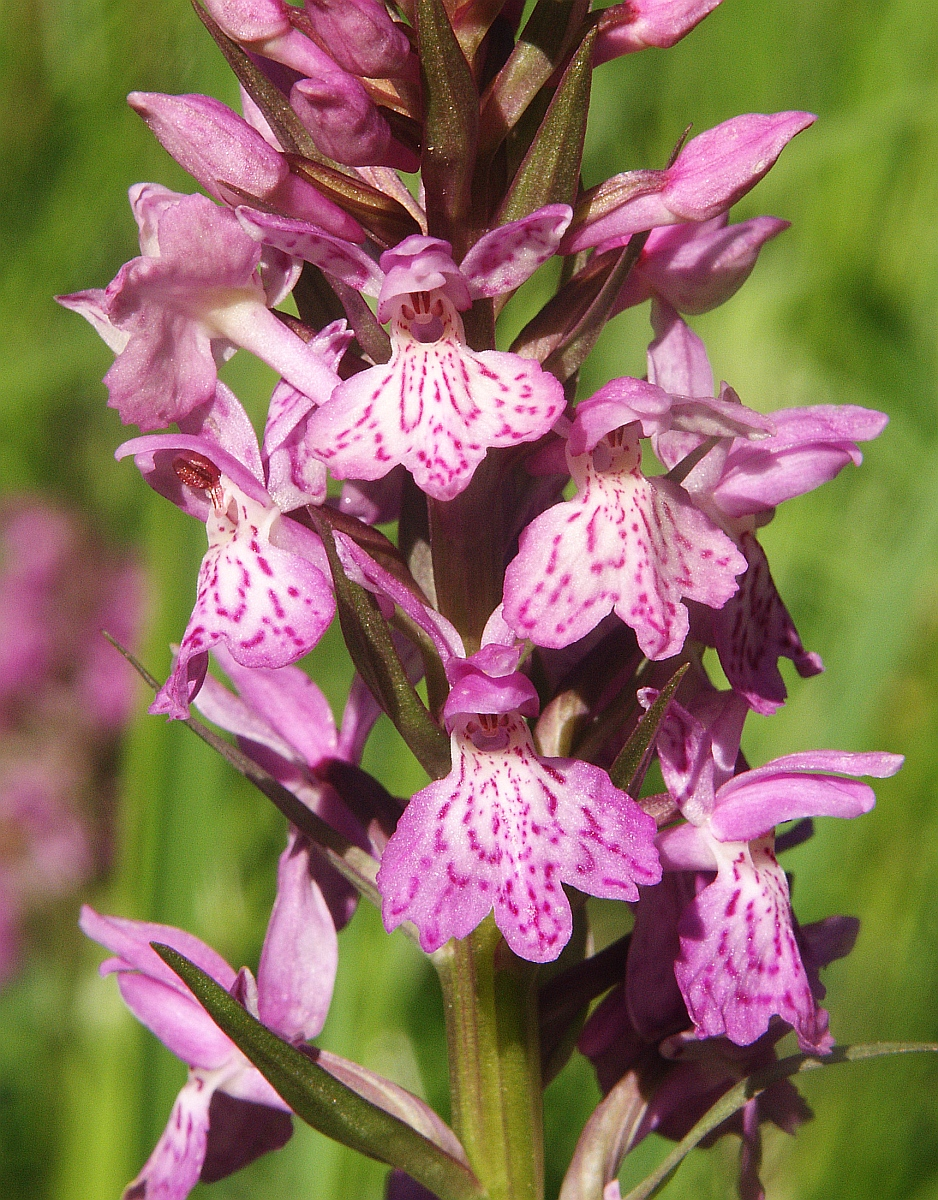
Dactylorhiza × braunii

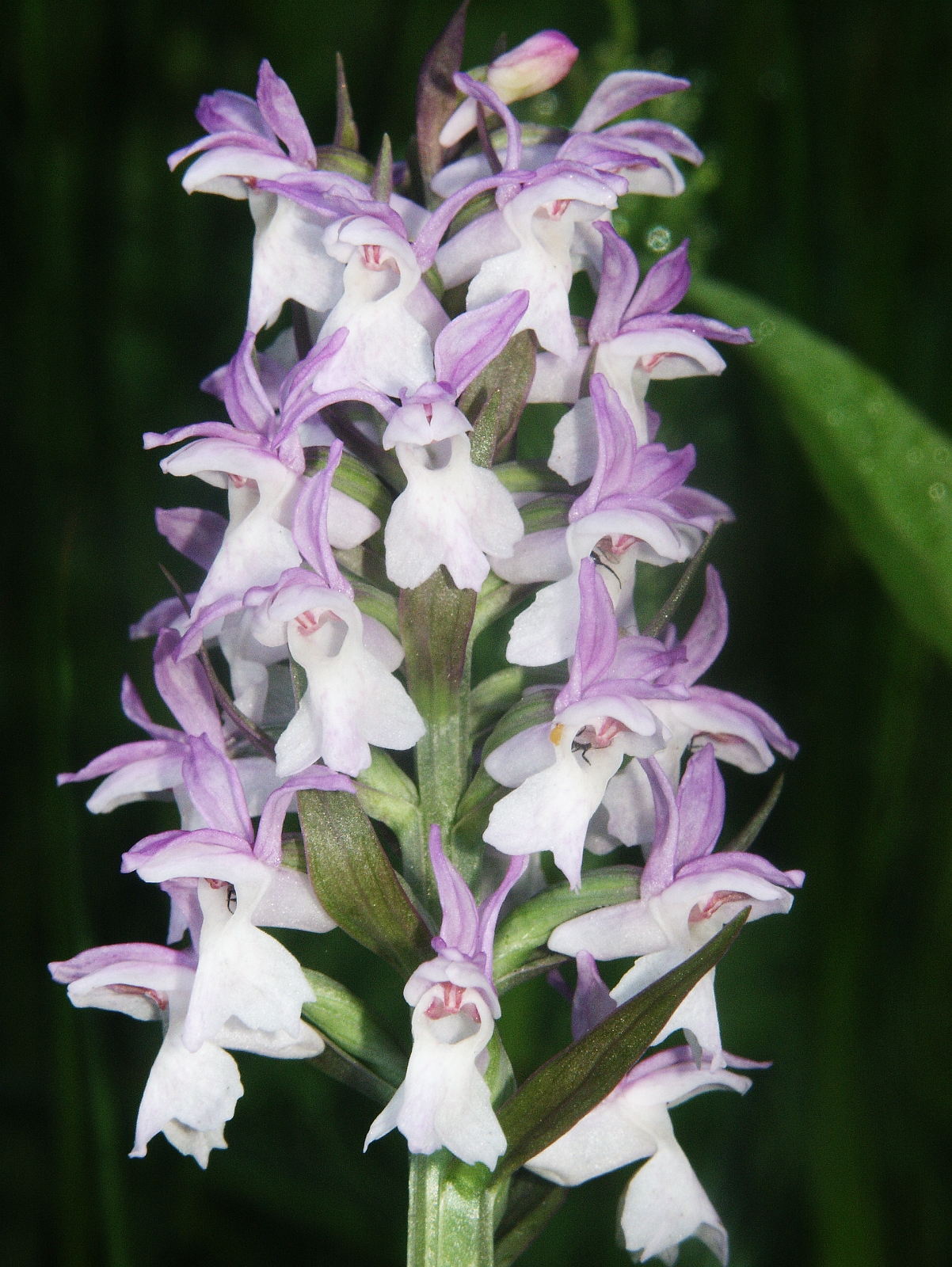
Seltene hellblütige Pflanze

## Systematik

### Unterarten
R. Govaerts unterscheidet drei Unterarten:
- Baltisches Knabenkraut (Dactylorhiza majalis subsp. baltica (Klinge) H.Sund., Syn.: Dactylorhiza longifolia (Neuman) Aver., Orchis latifolia subsp. baltica Klinge, Dactylorhiza baltica (Klinge) N.I. Orlova): Sie kommt von Finnland und Deutschland bis Zentralasien vor.[7]
- Dactylorhiza majalis (Rchb.) P.F.Hunt & Summerh. subsp. majalis: Sie kommt in Europa vor.[7]
- Torfmoos-Knabenkraut (Dactylorhiza majalis subsp. sphagnicola (Höppner) H.A.Pedersen & Hedrén, Syn.: Orchis sphagnicola Höppner, Dactylorhiza sphagnicola (Höppner) Aver., Dactylorhiza incarnata subsp. sphagnicola (Höppner) H.Sund.): Sie kommt in Norwegen, Schweden, Dänemark, Belgien, den Niederlanden, Frankreich und Deutschland vor.[7][13] Die Chromosomenzahl beträgt 2n = 80.[1]

Nicht mehr zu Dactylorhiza majalis wird gerechnet:
- Dactylorhiza majalis var. pumila (Freyn ex M.Schulze) H.Baumann, Künkele & R.Lorenz (Syn.: Dactylorhiza majalis var. alpestris (Pugsley) Wucherpf., Dactylorhiza majalis subsp. alpestris (Pugsley) Senghas). Sie wird vielleicht besser als eigenständige Art Dactylorhiza alpestris (Pugsley) Aver. angesehen.[7] Sie kommt in Frankreich, Deutschland und Österreich vor.[14]

### Hybriden
Innerhalb der Gattung hybridisiert das Breitblättrige Knabenkraut zum Teil sehr häufig mit anderen Arten.
- Dactylorhiza × aschersoniana (Dactylorhiza majalis × Dactylorhiza incarnata)
Die Hybride mit dem Fleischfarbenen Knabenkraut ist in der Regel schwer zu bestimmen. Die Pflanzen sind im Habitus dem Fleischfarbenen Knabenkraut mit den aufrechten, helleren, gelegentlich gepunkteten Blättern ähnlich. Die Lippe der Blüte liegt in der Breite zwischen beiden Elternarten. Die Hybride kann mit Dactylorhiza incarnata var. haematodes verwechselt werden, deren Blätter stärker gefleckt sind.
- Dactylorhiza × braunii (Dactylorhiza majalis × Dactylorhiza fuchsii)
Hybriden tendieren in der Blütenform mal zum Breitblättrigen Knabenkraut, mal zum später aufblühenden Fuchs’ Knabenkraut. Sie liegen in der Blütezeit meist zwischen den Elternarten.
- Dactylorhiza × dufftiana (M. Schulze) Soó (1962) (Dactylorhiza majalis × Dactylorhiza traunsteineri)
- Dactylorhiza × godferyana (Dactylorhiza majalis × Dactylorhiza praetermissa)
- Dactylorhiza × kuehnensis (Dactylorhiza majalis × Dactylorhiza ruthei)
- Dactylorhiza × townsendiana (Dactylorhiza majalis × Dactylorhiza maculata)
- Dactylorhiza × rupertii (Dactylorhiza majalis × Dactylorhiza sambucina)

Seltener treten auch Hybriden mit anderen Gattungen auf (Intergenerische Hybriden):
- ×Dactyloglossum drucei (Dactylorhiza majalis × Coeloglossum viride)
- ×Dactylodenia lebrunii (Dactylorhiza majalis × Gymnadenia conopsea). Ist nicht zu verwechseln mit der Gattung Dactyladenia aus der Familie der Goldpflaumengewächse (Chrysobalanaceae).

### Taxonomie
Ludwig Reichenbach beschrieb 1828 das Breitblättrige Knabenkraut als Orchis majalis in Iconographia Botanica seu Plantae Criticae Band 6, S. 7, tab. 565, fig. 770. Der Name bildet das Basionym, nachdem Peter Francis Hunt und Victor Samuel Summerhayes die Art 1965 als Dactylorhiza majalis in Watsonia Band 6, S. 130 in die Gattung Dactylorhiza überführten. Gelegentlich wird auch der Name Dactylorhiza fistulosa verwendet, da aber die Beschreibung nicht gültig ist, kann dieser Name trotz der früheren Veröffentlichung im Jahr 1794 als Orchis fistulosa nicht verwendet werden.
Synonyme: Orchis majalis Rchb. 1828 (Basionym), Orchis latifolia L. 1753 (nom. ambig.), Dactylorchis majalis (Rchb.) Verm. 1947,  Dactylorhiza comosa ssp. majalis (Rchb.) P.D. Sell & G.Murrell 1996, Orchis fistulosa Moench 1794 nom. illeg., Dactylorhiza fistulosa (Moench) H. Baumann & Künkele 1983 nom. illeg.

## Aberglaube
Den wie Finger geformten Wurzelknollen der wie andere Knabenkräuter auch Stendelwurz genannten Pflanze wurden früher übersinnliche Kräfte zugeschrieben, wobei die vorjährige (dunkel gefärbt und älter) als Teufelsfinger, Teufelshand oder Satanshand, die diesjährige (heller gefärbt) als Marienfinger, Glückshändchen oder Johannishand bezeichnet wurde. Im Volksglauben konnte die Wurzel am Mittag des Johannistages (24.6.) kranke Körperteile durch Berührung heilen.